# Mohamedia
Pour les articles homonymes, voir Mohammadia.
Mohamedia (arabe : المحمدية), également orthographié Mohammedia ou M'hamdia, est une ville située à seize kilomètres au sud de Tunis, en direction de Zaghouan.

## Géographie
Rattachée administrativement au gouvernorat de Ben Arous, elle est le siège d'une délégation comptant 46 613 habitants en 2004 et forme une municipalité comptant 106 167 habitants en 2014, avant que Fouchana ne devienne une municipalité distincte le 26 mai 2016. La ville elle-même s'est développée par la création de cités (Mongi-Slim, Essaada, Ennassim et Sidi Fredj).
La municipalité est de nos jours délimitée au nord par la municipalité de Fouchana, au sud par la municipalité de Khalidia (ou Khledia) et Oudna, à l'Est par la localité de Douar El Houch et à l'Ouest par des zones agricoles fertiles.

## Histoire

### Évolutions
Mohamedia est à l'origine un petit village dont le nom berbère est Tanbatha.
Les Aghlabides auraient occupé le site en modifiant l'appellation d'origine en Tunbuda. Le nom devient célèbre grâce à Mansour ibn Naser, surnommé al Tonbodhi car originaire de la ville, qui conduit de mai 824 à mars 826 (209-211 de l'hégire) une insurrection contre Ziyadat Allah Ier. D'après Ibn Abi Dhiaf, le sultan fatimide Al-Qaim bi-Amr Allah possède un château appelé Aceïla dans la localité, puis les Hafsides qui y effectuent des entraînements militaires et y stockent des armes.

### Palais beylicaux
Mohamed Rachid Bey est le premier souverain husseinite à s'intéresser à la localité : de santé chétive, il y passe trois mois au printemps et fait construire dans ce but une résidence au milieu de jardins et y adjoint un bâtiment pour sa garde. De ce temps est resté le nom de Mohamedia, qui est donné plus tard au palais de la Mohamedia, beaucoup plus grand, élevé à proximité par Ahmed Ier Bey.
Ce dernier rêve en effet de posséder à la Mohamedia un palais imitant Versailles. Entre 1846 (après son retour de France) et 1852 (sa crise de paralysie), il y réside l'essentiel de l'année (sauf l'été qu'il passe à La Goulette) et y exige la présence de sa suite et de ses fonctionnaires haut placés. Pour cette raison, la localité abrite aussi un ensemble de palais qui appartenaient à ses principaux ministres (palais Khaznadar, palais Chaker, palais Mrabet).

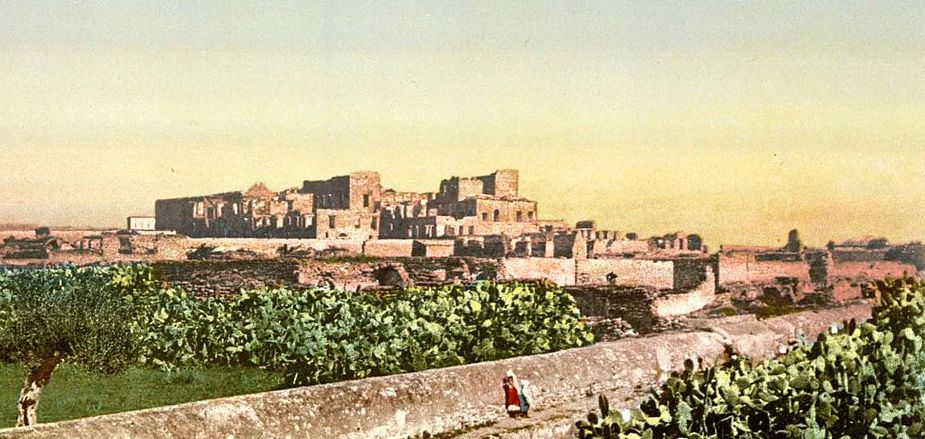
Aperçu du palais de la Mohamedia en 1878.

Partiellement paralysé, Ahmed Bey fait commencer la construction d'un second palais, le premier lui rappelant sa maladie, mais passe la plupart de son temps en convalescence à La Goulette. Cependant, à sa mort, Mohammed Bey suit la coutume voulant que le successeur n'habite pas dans le palais du défunt et ordonne un déménagement complet et la fermeture du palais. Non seulement le mobilier et les tentures, mais même les boiseries, les faïences et les marbres sont enlevés, ne laissant que les pierres.

## Économie
De nos jours, l'activité principale à Mohamedia est l'agriculture, en particulier les grandes cultures, les arbres fruitiers et un peu de production maraîchère.